# Krostitz
Krostitz es un municipio situado en el distrito de Sajonia Septentrional, en el estado federado de Sajonia (Alemania), a una altitud de 127 metros. Su población a finales de 2016 era de unos 3800 habitantes y su densidad poblacional, 87 hab/km².